# Sueca (gra)
Sueca – gra karciana dla 4 osób grających w parach, polegająca na braniu lew i zbieraniu punktów za karty. Popularna w Portugalii i krajach portugalskojęzycznych. W Portugalii jest to prawdopodobnie najpopularniejsza gra karciana. Wyróżnia się niezwykłym starszeństwem kart (od najstarszej): as, 7, król, walet, dama, 6, 5, 4, 3, 2.

## Zasady

### Wstęp
W grę grają dwie rywalizujące pary. Partnerzy siedzą naprzeciwko siebie. Gra jest rozgrywana talią 40 kart złożoną z asa, króla, damy, waleta i blotek od 7 do 2. Starszeństwo kart jest bardzo nietypowe (od najstarszej):
as, 7, król, walet, dama, 6, 5, 4, 3, 2.
Siódemka jest znana jako manilha. Gra polega na zbieraniu lew i punktów za karty. Punktacja jest następująca:
- As – 11 pkt.
- 7 – 10 pkt.
- Król – 4 pkt.
- Walet – 3 pkt.
- Dama – 2 pkt.
- Pozostałe blotki – 0 pkt.

Łącznie daje to do zdobycia 120 pkt. w pojedynczym rozdaniu. Rozdający rozdaje każdemu graczowi po 10 kart. Odsłania przy tym ostatnią kartę – jej kolor wyznacza kolor atutowy obowiązujący do końca rozdania. Rozdanie kart i rozgrywka toczy się zwykle przeciwnie do ruchu wskazówek zegara.

### Rozgrywka
Rozpoczyna ją gracz siedzący na prawo od rozdającego, zagrywając dowolną kartę. Jest typowa dla gier typu wistowego: istnieje obowiązek dokładania do koloru. Gdy nie można dołożyć do koloru, można dołożyć dowolną kartę. Zwycięzca lewy wychodzi do następnej itd.

### Punktacja
Para która zdobyła więcej niż 60 pkt. w kartach wygrywa rozdanie i otrzymuje 1 pkt. Para, która zdobyła ponad 90 pkt. otrzymuje 2 pkt. Para, która wzięła wszystkie lewy otrzymuje 4 pkt. Jeżeli obie pary zdobyły po 60 pkt., jest ogłaszany remis i pkt. nie przyznaje się, jednak wówczas zwycięzca następnego rozdania otrzymuje o jeden pkt. więcej, czyli co najmniej dwa. Jeżeli znowu będzie remis, zwycięzca kolejnego rozdania otrzymuje o dwa punkty więcej, czyli co najmniej 3 pkt. Gra toczy się do momentu ugrania przez którąś z par 4 pkt.